# Horace Abbott
Horace Abbott, född 29 juli 1806, död 8 augusti 1887, var en amerikansk järnmanufaktör och bankman.  Han gjorde bland annat sidorna till USS Monitor och alla skepp av den klassen.
Han var född i Sudbury, Massachusetts år 1806.  Han blev ägare till Canton Iron Works i Baltimore, Maryland, som specialiserade sig på produktion av ångbåt och järnväg komponenter.
Abbott grundade också Baltimore 1st National Bank, och en chef i 2nd National Bank of Baltimore och Union Railroad of Baltimore, köpt av Northern Central Railroad år 1882, som blev en del av Pennsylvania Railroad.